# هرقل المقدوني
هيراكليس (اليونانية القديمة: Ἡρακλῆς ؛ اللاتينية: هيراكليس) هو الابن غير الشرعي للإسكندر الأكبر والنبيلة الفارسية بارسينا ، ابنة المرزبان الفارسي فريجيا أرتابازوس الثاني.

## ولادته
التقى الإسكندر الاكبر ، ابنة المرزبان الفارسي أرتابازوس الثاني في طفولته. في 353 ق. هرب إلى قصر بيلا المقدوني بعد انتفاضة فاشلة ضد ارتحشستا الثالث. بعد معركة عيسى عام 333 ق.م. كان بارسينا، مع عائلة داريوس الثالث ، تحت حماية الإسكندر ورافقه في مسيرته إلى المقاطعات الشرقية لبلاد فارس لا يتعلق الأمر بالزواج، لأن الإسكندر كان يخطط بالفعل للزواج من الأميرة روكسانا. وبالتالي، فإن الطفل الذي تنتظره هو غير شرعي. كان عمره حينها 36 عامًا. بعد ولادتها بفترة وجيزة، غادرت بارسينا وابنها منطقة الإسكندر وذهبا للعيش في بيرغامون. في 323 ق. أنجبت روكسانا الإسكندر الرابع المقدوني.

## موته
في 309 ق م أمر كاساندر باغتيال الإسكندر الرابع المقدوني وروكسانا. ثم حاول بوليبيرشون ، الوصي على مقدونيا ، ولكن أطاح به كاساندر ، وضع هيراكليس البالغ من العمر 18 عامًا على عرش مقدونيا، وذهب معه و20 ألف جندي إلى حدود مقدونيا. ثم تفاوض كاساندر مع بوليبيرشون وجعله حاكما على البيلوبونيز. بعد ذلك، بناءً على طلب بوليبيرشون ، بأمر من كاساندر، غرق هيراكليس وأمه. بعد ذلك، لم يبق وريثًا وخليفة للسلالة الملكية المقدونية لأكثر من 400 عام.